# 周南市の地名
周南市の地名（しゅうなんしのちめい）では、山口県周南市の地名の一覧を記す。町名の後の（）内は発足年ならびに町名設置前の字名。

周南市は2003年に都濃郡徳山市、都濃郡新南陽市、都濃郡鹿野町、熊毛郡熊毛町の2市2町が合併している。

徳山港町を除き、現在の住所には旧自治体名を冠していない。

## 旧徳山市

### 大字
徳山市は1935年、徳山町の単独市制により発足した。徳山町は前身の徳山村から単独村制だったため、大字が設定されておらず、1942年に加見村・久米村を編入した際に、発足時の市域をもって大字徳山が設定された。その後、新南陽市となった区域を除き9町村および旧富岡村の区域(富田町編入を経て徳山市となった。詳細は新南陽の項を参照)を編入し、28の大字が編成された。これらはすべて現在でも使われている。
- 徳山
- 川曲（旧加見村）
- 上村（旧加見村）
- 中野（旧加見村）
- 川上（旧加見村）
- 久米（旧久米村）
- 譲羽（旧久米村）
- 栗屋（旧櫛浜町）
- 大島（旧櫛浜町）
- 粭島（旧櫛浜町）
- 櫛ケ浜（旧櫛浜町）
- 大津島（旧大津島村。徳山市編入をもって大字新設）
- 夜市（旧夜市村。徳山市編入をもって大字新設）
- 戸田（旧戸田村。徳山市編入をもって大字新設）
- 湯野（旧湯野村。徳山市編入をもって大字新設）
- 四熊（旧富岡村→富田町）
- 下上（旧富岡村→富田町）
- 小畑（旧富岡村→富田町）
- 大向（旧向道村）
- 大道理（旧向道村）
- 須々万奥（旧須々万村→都濃町）
- 須々万本郷（旧須々万村→都濃町）
- 莇地（旧長穂村→都濃町）
- 長穂（旧長穂村→都濃町）
- 須万（旧須金村→都濃町）
- 金峰（旧須金村→都濃町）
- 中須北（旧中須村→都濃町）
- 中須南（旧中須村→都濃町）

### 町
1960年より町名設置及び住居表示を実施している。以後、発足年順に町について列挙する。
- 桜馬場通1丁目～3丁目（1960年、徳山）
- 川端町1丁目～2丁目（1960年、徳山）
- 昭和通1丁目～2丁目（1960年、徳山）
- 飯島町1丁目～2丁目（1960年、徳山）
- 平和通1丁目～2丁目（1960年、徳山）
- 若宮町1丁目～2丁目（1960年、徳山）
- 新町1丁目～2丁目（1960年、徳山）
- 柳町1丁目～2丁目（1960年、徳山）
- 橋本町1丁目～2丁目（1960年、徳山）
- 糀町1丁目～2丁目（1960年、徳山）
- 銀南街（1960年、徳山）
- 銀座1丁目～2丁目（1960年、徳山）
- みなみ銀座1丁目～2丁目（1960年、常盤町1丁目～2丁目として発足し、1983年に現名称に改称。徳山）
- 御幸通1丁目～2丁目（1960年、徳山）
- 有楽町（1960年、徳山）
- 本町1丁目～2丁目（1960年、徳山）
- 栄町1丁目～2丁目（1960年、徳山）
- 戎町1丁目～3丁目（1960年、徳山）
- 野上町1丁目～2丁目（1960年、徳山）
- 都町1丁目～3丁目（1960年、徳山）
- 沖見町1丁目～3丁目（1960年、徳山）
- 初音町1丁目～3丁目（1960年、徳山）
- 相生町1丁目～3丁目（1960年、徳山）
- 代々木通1丁目～2丁目（1960年、徳山）
- 今宿町1丁目～4丁目（1960年、徳山）
- 二番町1丁目～3丁目（1962年、徳山）
- 三番町1丁目～3丁目（1962年、徳山）
- 毛利町1丁目～3丁目（1962年、徳山）
- 児玉町1丁目～3丁目（1962年、徳山）
- 新宿通1丁目～4丁目（1962年、徳山）
- 月丘町1丁目～4丁目（1962年、徳山）
- 岐山通1丁目～3丁目（1962年、徳山）
- 弥生町1丁目～3丁目（1962年、徳山）
- 緑町1丁目～3丁目（1962年、徳山）
- 梅園町1丁目～3丁目（1962年、徳山）

以上が徳山市街において早くから町名設置が行われた区域であり、住居表示が導入されていない。以下は住居表示が実施された区域。
- 舞車町（1965年、徳山）
- 慶万町（1965年、徳山）
- 若草町（1965年、徳山）
- 東山町（1965年、徳山）
- 新宮町（1965年、徳山）
- 速玉町（1965年、徳山）
- 河東町（1965年、徳山）
- 松保町（1965年、徳山）
- 五月町（1966年、徳山・久米）
- 横浜町（1966年、徳山・久米）
- 宮前町（1966年、徳山）
- 遠石1丁目～3丁目（1966年、徳山）
- 青山町（1966年、徳山）
- 那智町（1967年、徳山）
- 築港町（1967年、徳山）
- 住崎町（1967年、徳山）
- 千代田町（1967年、徳山）
- 徳山港町（合併前は「港町」。1967年、徳山。周南市発足時に新南陽市港町との同名回避のため改称）
- 権現町（1967年、徳山）
- 入船町（1967年、徳山）
- 御影町（1967年、徳山。住居表示未実施）
- 桜木1丁目～3丁目（1974年、徳山・久米）
- 城ケ丘1丁目～5丁目（1974年、徳山・久米）
- 平原町（1974年、徳山・久米）
- 孝田町（1974年、徳山）
- 周陽1丁目～3丁目（1974年、徳山）
- 大内町（1974年、徳山）
- 秋月1丁目～2丁目（1974年、徳山）
- 江の宮町（1974年、徳山）
- 瀬戸見町（1974年、徳山）
- 楠木1丁目～2丁目（1974年、徳山）
- 扇町（1974年、徳山）
- 泉原町（1974年、徳山）
- 清水町（1974年、徳山）
- 西松原1丁目～4丁目（1977年、徳山・上村・新宿通4丁目・初音町3丁目）
- 新宿通5丁目～6丁目（1981年、徳山・新宿通4丁目。4丁目までと異なり住居表示実施区域である）
- 今住町（1981年、徳山・月丘町4丁目）
- 住吉町（1981年、徳山）
- 原宿町（1981年、徳山・月丘町3丁目）
- 上遠石町（1983年、徳山）
- 辻町（1984年、徳山）
- 花畠町（1984年、徳山・毛利町3丁目・児玉町3丁目・岐山通3丁目）
- 岐南町（1984年、徳山・二番町3丁目・三番町3丁目・毛利町3丁目）
- 鐘楼町（1984年、徳山・岐山通3丁目・月丘町1丁目）
- 岡田町（1984年、徳山・月丘町2丁目）
- 晴海町（年不詳、徳山）
- 由加町（年不詳、徳山あるいは櫛ケ浜）
- 鼓海1丁目～3丁目（年不詳、栗屋。住居表示未実施）
- 花陽1丁目～2丁目（年不詳、徳山）
- 新地1丁目～3丁目（2003年、徳山）
- 江口1丁目～3丁目（2003年、徳山）
- 南浦山町（2003年、徳山）
- 学園台（2006年、久米。住居表示未実施）
- 浦山1丁目～2丁目（2015年、徳山）
- 御山町（2015年、徳山）
- 北山1丁目～2丁目（2015年、徳山）
- 蓮ヶ浴1丁目～2丁目（2015年、徳山）
- 東北山1丁目～2丁目（2015年、徳山）
- 久米中央1丁目～5丁目（2022年、久米）

## 旧新南陽市
前身の南陽町として発足した時点での市域は、一時期ではあるが徳山市だった。1944年、富田町と福川町が徳山市となったものの、1949年にこれら2町が分離独立し、2町にもどったのである。ただし、富田町は徳山市合併の3年前の1941年に富岡村を編入していたが、同村域は徳山市から独立せずに残った。これらが1953年に合併し南陽町になったのである。それぞれの旧町域がそのまま大字となり、2つの大字が編成された。1955年、佐波郡和田村を編入し、5つの大字を加えたため、合計7つになった。これらはすべて現在でも使われている。

### 大字
- 富田
- 福川
- 高瀬（旧和田村）
- 夏切（旧和田村）
- 垰（旧和田村）
- 米光（旧和田村）
- 馬神（旧和田村）

### 町
1982年より町名設置を実施している。以後、設置年順に町名について列挙する。
- 川手1丁目～3丁目（1982年、富田）
- 土井1丁目～2丁目（1982年、富田）
- 政所1丁目～4丁目（1982年、富田）
- 桶川町（1982年、富田）
- 古川町（1982年、富田）
- 清水1丁目～2丁目（1982年、富田）
- 川崎1丁目～3丁目（1丁目は1982年、2丁目以降は1983年。富田）
- 西千代田町（合併前は「千代田町」。1983年、富田。周南市発足時に徳山市千代田町との同名回避のため改称）
- 道源町（1983年、富田）
- 三笹町（1983年、富田）
- 椎木町（1983年、富田）
- 長田町（1983年、福川）
- 野村1丁目～3丁目（3丁目は1983年、2丁目までは1984年。富田）
- 浜田1丁目（1984年、富田）
- 小川屋町（1984年、富田）
- 港町（1984年、富田）
- 平野（1984年、富田）
- 富田1丁目～2丁目（1984年、富田）
- 日地町（1984年、富田）
- 温田1丁目～2丁目（1984年、富田）
- 丸山町（1984年、富田）
- 大神1丁目～5丁目（1985年、富田）
- 坂根町（1985年、富田）
- 河内町（1985年、富田）
- 新堤町（1985年、富田）
- 福川1丁目～3丁目（1986年、福川）
- 社地町（1986年、福川）
- 皿山町（1986年、福川）
- 福川中市町（1986年、福川）
- 本陣町（1986年、福川）
- 若山1丁目～2丁目（1986年、福川）
- 上迫町（1986年、福川）
- 福川南町（1987年、福川）
- 新田1丁目～2丁目（1987年、福川）
- 西桝町（1987年、福川）
- 新地町（1987年、福川）
- 御姫町（1987年、福川）
- 渚町（年不詳、富田）
- 開成町（年不詳、富田）
- 竹島町（年不詳、富田）
- 中央町（年不詳、富田）
- 宮の前1丁目～2丁目（年不詳、富田）
- 臨海町（年不詳、富田）
- 花園町（年不詳、富田）
- 野村南町（年不詳、富田）
- 古泉1丁目～3丁目（年不詳、富田）
- 古市1丁目～2丁目（年不詳、富田）
- 中畷町（年不詳、福川）
- 室尾1丁目～2丁目（年不詳、福川）
- かせ河原町（年不詳、福川）
- 羽島1丁目～3丁目（年不詳、福川）

## 旧熊毛町

### 大字
10の大字が継承された。
- 呼坂（旧勝間村）
- 大河内（旧勝間村）
- 奥関屋（旧勝間村。1949年、高水村原の一部を編入し発足）
- 中村（旧勝間村。1950年、周防村小周防の一部を編入し発足）
- 原（旧高水村）
- 樋口（旧高水村）
- 清尾（旧高水村）
- 安田（旧三丘村）
- 小松原（旧三丘村）
- 八代（旧八代村。熊毛町合併時に大字新設）

### 町
周南市発足当時は全域が大字であったが、周南市合併後に一部で住居表示が実施されている。
- 新清光台1丁目～4丁目（2006年、大河内・中村）
- 清光台町（2006年、大河内・中村）
- 勝間ヶ丘1丁目～3丁目（2008年、呼坂）
- 藤ヶ台1丁目～2丁目（2008年、呼坂）
- 呼坂本町（2009年、呼坂・安田）
- 高水原1丁目～3丁目（2009年、原）
- 熊毛中央町（2009年、呼坂・安田）
- 鶴見台1丁目～6丁目（2010年、原・安田・清尾）
- 夢ヶ丘1丁目～5丁目（2025年、呼坂）

## 旧鹿野町
鹿野町は単独町制ののち、周囲の村の各一部のみを編入し、7の大字を編成した。このうち、旧須金村の2区域の各一部を編入し、残余は都濃町を経て徳山市となり、2市町に分断されることになったが、周南市発足により同じ市に属することになった。これらを徳山地区と鹿野地区で区別することはせず、再統合されたため、鹿野地区単独としては5つの大字が残る状態となっている。
- 大潮
- 鹿野上
- 鹿野中
- 鹿野下
- 巣山（徳地町より編入。旧串村）
- （須万・金峰：旧須金村。周南市合併に伴い、旧徳山市の地区と統合）